# ポンペヤ (小惑星)
ポンペヤ (203 Pompeja) は、小惑星帯に位置する、とても大きな小惑星の一つである。
1879年9月25日にアメリカ合衆国の天文学者、クリスチャン・H・F・ピーターズによりニューヨーク州クリントンで発見された。
ヴェスヴィオ火山の79年の噴火により壊滅したローマ帝国の都市ポンペイにちなんで命名された。